# Episodi di House of Cards - Gli intrighi del potere (quarta stagione)
La quarta stagione della serie televisiva House of Cards - Gli intrighi del potere è stata resa interamente disponibile sul servizio di streaming on demand Netflix il 4 marzo 2016.
In Italia i primi due episodi sono stati trasmessi in lingua originale e in versione sottotitolata sul canale satellitare Sky Atlantic alla mezzanotte del 5 marzo 2016. Gli episodi doppiati in lingua italiana sono stati trasmessi dal 9 marzo al 20 aprile 2016.
| nº | Titolo originale | Titolo italiano | Pubblicazione USA | Prima TV Italia |
| -- | ---------------- | --------------- | ----------------- | --------------- |
| 1  | Chapter 40       | Capitolo 40     | 4 marzo 2016      | 9 marzo 2016    |
| 2  | Chapter 41       | Capitolo 41     | 4 marzo 2016      | 9 marzo 2016    |
| 3  | Chapter 42       | Capitolo 42     | 4 marzo 2016      | 16 marzo 2016   |
| 4  | Chapter 43       | Capitolo 43     | 4 marzo 2016      | 16 marzo 2016   |
| 5  | Chapter 44       | Capitolo 44     | 4 marzo 2016      | 23 marzo 2016   |
| 6  | Chapter 45       | Capitolo 45     | 4 marzo 2016      | 23 marzo 2016   |
| 7  | Chapter 46       | Capitolo 46     | 4 marzo 2016      | 30 marzo 2016   |
| 8  | Chapter 47       | Capitolo 47     | 4 marzo 2016      | 30 marzo 2016   |
| 9  | Chapter 48       | Capitolo 48     | 4 marzo 2016      | 6 aprile 2016   |
| 10 | Chapter 49       | Capitolo 49     | 4 marzo 2016      | 6 aprile 2016   |
| 11 | Chapter 50       | Capitolo 50     | 4 marzo 2016      | 13 aprile 2016  |
| 12 | Chapter 51       | Capitolo 51     | 4 marzo 2016      | 13 aprile 2016  |
| 13 | Chapter 52       | Capitolo 52     | 4 marzo 2016      | 20 aprile 2016  |

## Capitolo 40
- Diretto da: Tucker Gates
- Scritto da: Beau Willimon

### Trama
Frank è impegnato nella campagna per le primarie in New Hampshire, dove però i sondaggi lo danno in ritardo di dieci punti rispetto a Dunbar. Il presidente riesce a mascherare in pubblico la preoccupazione per la fuga di Claire, temendo che la notizia di una crisi coniugale alla Casa Bianca possa risultargli fatale per ottenere la nomination contro una rivale sempre più agguerrita. La first lady ha fatto rientro in Texas, stabilendosi nella sua vecchia casa, evidenziando però rapporti tutt'altro che idilliaci con la madre: questa non ha mai accettato il suo matrimonio con Frank, avendo tentato di dissuaderla dallo sposare una persona che considera meschina. Intanto, Frank e Dunbar devono cominciare a guardarsi da un nuovo rivale: il governatore Conway, giovane esponente del Partito Repubblicano, accreditato come superfavorito per la nomination del suo partito.
Claire non è tornata nella sua terra d'origine per una semplice visita di cortesia: è sua intenzione candidarsi al Congresso per il trentesimo distretto, costruendosi una carriera politica che la porti in breve tempo a competere per il massimo traguardo della presidenza. Claire ha già individuato la persona giusta a cui affidare la sua campagna: Leann Harvey, una donna molto competente che attualmente sta svolgendo lo stesso lavoro per la storica deputata del distretto Doris Jones. L'ormai anziana Doris ha abdicato in favore della figlia Celia, la quale ha lungamente aspettato il suo momento e non intende farsi da parte. Inoltre, i democratici bianchi sono malvisti in Texas per via del passato schiavista, mentre i Jones hanno sempre potuto contare sull'essere neri e incarnare i valori della comunità.
Dunbar intuisce i problemi tra gli Underwood e manda la sua collaboratrice Cynthia a trattare con Seth il suo passaggio dalla loro parte: in caso di vittoria, Seth diventerebbe capo di gabinetto dell'amministrazione Dunbar, ereditando l'incarico da Cynthia dopo i primi due anni di presidenza. Seth rifiuta, nonostante sia in difficoltà nel gestire i rapporti con una stampa incuriosita dalla sparizione di Claire: ufficialmente la first lady è in Texas per anticipare la campagna del marito, ma la sua copertura vacilla non avendo presenziato a eventi pubblici. Venuto a sapere delle intenzioni di Claire di candidarsi al Congresso, Frank manda Doug in Texas per tentare di convincere la moglie a ravvedersi. Doug incontra a tarda ora Leann nel suo ufficio, ma nemmeno la telefonata di Frank la fa arretrare di un millimetro.
Claire incontra Doris Jones per trattare la candidatura al Congresso. La deputata è contraria per due ragioni: tocca alla figlia correre al suo posto e Claire rappresenta la donna bianca privilegiata che è fuggita per fare carriera, benché Claire minacci di far revocare i fondi federali per il locale centro di cura contro il cancro al seno. All'incontro è presente anche Doug, che cerca di mediare tra le due posizioni: usciti dalla sede del comitato Jones, Claire lo invita a starne fuori e a riferire a Frank che non accetterà alcuna intromissione da parte sua. Nel frattempo, i giornali escono con lo scoop della presunta discordia tra i coniugi Underwood e tocca a Seth smentire in conferenza stampa ogni illazione al riguardo. Frank si precipita in Texas per vedere faccia a faccia Claire, rivelandole di aver scoperto un segreto riguardante la sua famiglia: sua madre Elizabeth è malata di cancro e da tre anni si sta sottoponendo alla chemioterapia. Il suo piano prevede di annunciare pubblicamente che si è ritirata per stare vicina alla madre ammalata, così da trovare una spiegazione ragionevole ai loro reali problemi: Claire, disgustata per il colpo basso del marito e al tempo stesso turbata per questa scoperta, accetta di comparire al suo fianco e recitare questo copione davanti alla stampa.
Lucas Goodwin esce di prigione per aver collaborato con i federali allo smascheramento del caso di omicidio del suo compagno di cella. In cambio, l'ex giornalista entra nel programma protezione testimoni, assumendo la nuova identità di John Carlyle. Gli viene spiegato che d'ora in avanti lavorerà come lavavetri a domicilio, non potrà più guidare e dovrà cercare di essere il più riservato possibile con gli altri. Dunbar vince in New Hampshire, confermando i sondaggi della vigilia: Frank deve digerire la sconfitta e contemporaneamente preoccuparsi per la crescita del possibile avversario repubblicano Conway. Claire piange nel vedere sua madre senza capelli: Elizabeth la abbraccia e le chiede di non avere pietà nei confronti di Frank.

## Capitolo 41
- Diretto da: Tucker Gates
- Scritto da: Melissa James Gibson

### Trama
Risentita verso Frank per la rivelazione pubblica della sua malattia, Elizabeth riunisce le amiche della buona società per chiedere loro di finanziare la campagna elettorale di Heather Dunbar e assestare un duro colpo all'odiato genero. L'unico desiderio di Elizabeth è far decollare la carriera di Claire, auspicando che Doris Jones scelga lei anziché la figlia come candidata per il trentesimo distretto. A Washington, Celia Jones propone un generoso finanziamento a Jackie Sharp, in corsa per la rielezione nel suo distretto in California: in cambio dovrà prodigarsi per sbloccare l'emendamento a favore della clinica per le donne ammalate di tumore al seno, il lascito che Doris vorrebbe dare alla sua gente prima di ritirarsi dalla politica. Dopodiché Doris e Celia incontrano nuovamente Claire per avanzarle la medesima proposta: aiutare Jackie a raggiungere l'obiettivo, cosicché Celia lasci poi alla signora Underwood il seggio di deputata.
Alla vigilia del discorso sullo stato dell'Unione, Frank si trova alle prese con nuove tensioni all'orizzonte nei rapporti con la Russia: il presidente Petrov sta perseguitando diversi oppositori politici, accusati di preparare un golpe che lo destituisca. Uno di essi, il magnate dell'editoria Igor Milkin, ha chiesto asilo politico negli Stati Uniti ed è sotto la tutela dei militari americani: i vertici del Pentagono suggeriscono a Frank di trattenerlo, sfruttando l'attuale debolezza dell'economia russa, ma il presidente è orientato a farlo tornare in Russia perché non intende compromettere i passi avanti diplomatici compiuti con Petrov l'anno precedente. Claire telefona alla madre per chiederle consiglio sul vestito da indossare al discorso di Frank: Elizabeth, che si sta sottoponendo alla chemio, le suggerisce per il futuro di usare il cognome da nubile Hale, tagliando definitivamente i ponti con gli Underwood. Intanto, Leann informa Claire degli incontri segreti tra Jackie e Remy, dicendole che ha provveduto a farli seguire da un investigatore. Frank e Claire si incontrano per concordare il cerimoniale della serata: il presidente è stranamente conciliante verso le richieste della moglie, ricordandole la promessa di apparire insieme a lui in cambio della possibilità di tentare una carriera indipendente rispetto al ruolo di first lady.
Allo Stato dell'Unione Frank afferma che gli Stati Uniti sono usciti dalla recessione, grazie a decisioni politiche importanti e ad alcune persone significative nella sua esperienza di presidente: i ringraziamenti vanno a Claire, ma inaspettatamente anche a Doris Jones. Frank elogia Doris come esempio di politico capace di ascoltare la propria gente e, per questo suo impegno al Congresso durato ben 34 anni, farà quanto è in suo potere per ottenere l'apertura del centro di prevenzione a lei tanto caro. Inoltre, Frank annuncia il suo appoggio a Celia per proseguire la carriera politica della madre come deputata del trentesimo congresso. Quel che è peggio è che Frank dichiara il sostegno decisivo di Claire a quest'iniziativa, come se la first lady non fosse contraria a rinunciare al seggio in favore di Celia Jones. Intanto, Leann sta seguendo il discorso da una televisione in un bar, quando è raggiunta da Remy, che Jackie ha mandato per convincerla a mettere una buona parola con Claire per il progetto della clinica, senza sapere ovviamente ancora delle intenzioni di Frank a proposito. In passato Leann rifiutò un incarico presso la Glandom Hill, la lobby dove lavorava Remy: entrambi sono consapevoli dei rispettivi sotterfugi, Leann con Claire e Remy con Jackie, anche se nessuno dei due lo ammette esplicitamente. Jackie telefona a Remy, disperata per l'annuncio dato da Frank che la priva di un consistente finanziamento, ma l'uomo finge di non aver visto Leann e che lo farà con calma nei giorni successivi.
Tornati alla Casa Bianca, Frank si dice dispiaciuto per aver sacrificato il suo desiderio di correre per il trentesimo distretto, promettendole un seggio tutto per lei una volta che sarà rieletto presidente. Claire finge interesse per questa soluzione, dicendo al marito che ci rifletterà: salita a bordo dell'aereo per il Texas, la first lady rivela a Leann di volersi muovere subito verso un obiettivo ancora più ambizioso, non essendo certa che Frank possa venire rieletto. Leann dà la propria disponibilità a seguirla, ma chiede un corposo aumento di stipendio. Frank telefona a Petrov per discutere della faccenda di Milkin: il presidente russo lo accusa di dare rifugio ai complottisti, affermando di non fidarsi di lui per quanto accaduto con Michael Corrigan e nella valle del Giordano. La comunicazione si interrompe bruscamente e Frank decide di tornare sui suoi passi, concedendo l'asilo a Milkin.
Arrivata a casa, Claire vuole che la madre le dia il denaro necessario a pagare Leann: Elizabeth replica che non intende foraggiarla e Claire, essendo intestataria del terreno dell'abitazione, minaccia di mettere in vendita la proprietà.

## Capitolo 42
- Diretto da: Robin Wright
- Scritto da: Frank Pugliese

### Trama
Frank si trova a Gaffney per le primarie del South Carolina. Il presidente può contare sul sostegno di Doris e Celia Jones nel garantirsi l'appoggio della comunità afroamericana, la maggioranza della popolazione dello Stato. Frank deve affrontare il caro benzina, in parte causato dalle manovre ritorsive del presidente russo Petrov per la vicenda Milkin. Nel frattempo, Claire e sua madre sono sempre più ai ferri corti: Elizabeth le intima di non farsi vedere più, ma Claire intende continuare ad andare e venire da casa come meglio crede. La first lady vuole assestare un duro colpo a Frank, facendolo perdere nel suo Stato natale: Leann accede alla sua cassetta di sicurezza, dove rinviene una fotografia che può cagionargli imbarazzo, e intercede presso Oren Chase, lo storico nemico di Frank, per ricavarne un poster da esporre sul Peachoid il giorno delle primarie. Claire accetta di comparire al fianco di Frank nel suo intervento al college della contea, così da fugare i dubbi sul suo doppiogiochismo, ma ordina a Leann di lasciare i suoi orecchini dentro la cassetta per lanciare al marito un messaggio chiaro delle sue intenzioni.
La fotografia in questione ritrae Calvin Underwood, il padre di Frank, assieme ad un membro del Ku Klux Klan. Frank è furente e ordina a Doug di avviare un giro di vite all'interno della Casa Bianca, convinto che la foto sia spuntata da un dipendente a lui vicino. Heather Dunbar difende pubblicamente Frank, sostenendo che le colpe dei padri non devono ricadere sui figli e definendo la foto "un colpo basso". Tuttavia, Frank perde credibilità agli occhi degli afroamericani: le Jones vogliono troncare ogni relazione con lui, anche a costo di rinunciare alla clinica. Frank riesce a sapere che una donna ha avuto accesso alla cassetta di sicurezza e intuisce che potrebbe esserci dietro Oren Chase, così manda Meechum a prelevarlo per affrontarlo faccia a faccia: il presidente esige che Oren confessi pubblicamente di essere stato pagato per infangare la sua reputazione. Frank parla nuovamente davanti agli afroamericani, spiegando come si sono svolti i fatti: suo padre si era dovuto fingere membro del Ku Klux Klan per ottenere un finanziamento di cinquemila dollari dal proprietario della banca, membro della setta, e salvare la fattoria di famiglia.
Lukas legge delle primarie in South Carolina da un giornale e chiede a un collega di prestargli una macchina per andare al quartier generale di Heather Dunbar. Distraendo la ragazza degli accrediti, Lukas chiede a Cynthia di vedere la Dunbar e rivelarle i crimini di Frank: tuttavia viene preso come uno squilibrato e la Dunbar si rifiuta di ascoltarlo. Proprio quando Frank sembra uscito indenne, un nuovo scandalo colpisce il presidente: questa volta è una fotografia scattata tempo prima che lo ritrae con un uomo con l'uniforme degli Stati Confederati d'America durante la Guerra di Secessione Americana, che praticavano la schiavitù, quindi un simbolo dello schiavismo e del razzismo. In realtà la foto era stata scattata in occasione di una rievocazione storica di una battaglia della guerra, e l'uomo ritratto in compagnia di Frank era Eric Rawlings, che interpretava Augustus Underwood, un antenato del presidente che prese parte a quella battaglia morendo da eroe. Frank era rimasto colpito dalla passione con cui il giovane ricordava ogni dettaglio di Augustus e aveva voluto fare una foto con lui. Temendo che possa essere accusato il suo staff, la Dunbar sente il bisogno di smentire ogni responsabilità e rivaluta la posizione di Lukas, resasi conto che può tornargli utile. La talpa è in realtà Seth, il quale ha scattato la fotografia dal suo ufficio e l'ha spedita ai media: l'uomo svia i sospetti di Doug accusando Meechum, ma Frank non vuole credere che sia lui il responsabile, non avendo mai dubitato della sua fedeltà. Sul fronte russo, Frank prende una decisione drastica: aiutare Milkin e gli altri dissidenti a prendere il potere nel Paese, succedendo a Petrov.
Frank incassa il duro colpo della sconfitta nel suo Stato e, ispezionando la cassetta di sicurezza, trova gli orecchini di Claire. Proprio in quel momento la first lady entra nella stanza e confessa il suo piano: farlo perdere affinché si renda conto che ha bisogno di lei, dato che insieme non hanno mai perso. Claire vuole essere la sua vicepresidente, ma Frank è contrario perché non ha mai ricoperto cariche elettive.

## Capitolo 43
- Diretto da: Robin Wright
- Scritto da: John Mankiewicz

### Trama
Frank prova a dissuadere Claire dal correre come sua vice, mostrandole i risultati di alcuni sondaggi secondo cui la maggior parte degli americani non la vorrebbe ricoprire quella carica. Anche Leann inizia a dubitare sulle sue intenzioni, ma Claire non vuole fare marcia indietro. Intanto, Frank e i vertici militari mettono a punto il piano per il salvacondotto a Milkin: il miliardario russo sarà trasferito in Estonia, da dove farà partire l'offensiva contro Petrov, e il governo americano sbloccherà il suo conto svizzero. Il segretario di Stato Catherine Durant rimane molto scettica a proposito, preoccupata della possibile escalation con la Russia.
Doug mette alle strette Seth, accusandolo di essere la talpa da cui è partita la campagna denigratoria contro Frank. Il capo dell'ufficio stampa dissimula disgusto, sottolineando che dai controlli sulle sue mail non risulta alcun complotto, e minaccia Doug di lasciare l'incarico se continuerà a sentirsi sotto indagine. Tuttavia, Seth continua a incontrarsi segretamente con Cynthia per organizzare il suo passaggio dalla Dunbar: dall'assistente della rivale di Underwood viene a scoprire della libertà di Lukas, uscito dal carcere per entrare nel programma protezione testimoni. Dalla sua casa in Texas, Claire scrive un messaggio e vuole che Leann lo consegni personalmente a Frank: nel testo è scritto chiaramente che è pronta ad annunciare il divorzio per iniziare una propria carriera politica. Frank rispedisce Leann da Claire, auspicando che la rimostranza rientri.
Frank si trova in un college per la campagna elettorale. Uscito dall'edificio per incontrare i suoi contestatori, il presidente è vittima di un conflitto a fuoco con Lukas che gli spara con una pistola: i colpi raggiungono anche Meechum, che prima di morire risponde al fuoco da terra, uccidendo l'ex giornalista. Frank è ricoverato in ospedale in gravi condizioni ed è sottoposto a un difficile intervento chirurgico, dopo il quale è dichiarato fuori pericolo ma in condizioni critiche. Claire si reca in ospedale per vegliare sul marito, mentre Donald Blythe è nominato presidente a interim a norma del venticinquesimo emendamento. Prima di partire per andare in ospedale, Claire è scossa dalle parole di sua madre Elizabeth che si augura la morte di Frank.
Blythe è in piena difficoltà: non solo si trova a dover rassicurare la Nazione, ma è assillato dai collaboratori per le decisioni che deve prendere sull'operazione Milkin: Catherine Durant rimane contraria, mentre Doug rammenta al nuovo presidente che Frank si era detto favorevole. Confuso, Blythe chiede qualche ora di tempo per pensarci e convoca Claire alla Casa Bianca, volendosi avvalere del suo giudizio. I due trovano una soluzione di compromesso: far atterrare l'aereo in Cina, così da tranquillizzare la Russia, anche se Frank non voleva coinvolgere il Paese asiatico nella crisi. Accompagnato da Claire, Blythe si presenta in conferenza stampa per parlare agli americani.

## Capitolo 44
- Diretto da: Tom Shankland
- Scritto da: Melissa James Gibson

### Trama
Le condizioni di Frank sono peggiorate: il suo fegato non si è rigenerato
Il defunto Lukas ha lasciato una lettera di confessione in cui ha ricostruito l'intera trama oscura di Frank: i delitti di Peter Russo e Zoe Barnes, oltre alla prostituta Rachel e agli affari torbidi con Raymond Tusk per mettere fuori gioco l'ex presidente Walker. Doug si premura che lo scritto non venga reso noto, ma i detective incaricati dell'indagine sostengono che è una prova verbalizzata e quindi c'è il rischio che diventi di dominio pubblico. Gli stessi inquirenti fanno visita a Tom Hammerschmidt, l'ex direttore dell'Herald, per avere gli appunti dell'intervista concessa da Frank a Tom e venire a capo della faccenda. Anche Kate fa visita ad Hammerschmidt: vuole sapere cosa lui pensasse di Lukas e Tom sostiene la tesi che fosse impazzito, non convincendo del tutto l'ex collega. La mattina in cui la polizia restituisce ad Hammerschmidt l'intero incartamento, in quanto non ha trovato nulla degno di nota, Tom sembra sollevato, ma dura poco: sulla prima pagina dell'Herald, beffardamente consegnato proprio dagli agenti, campeggia un articolo di Kate in cui la giornalista sembra appoggiare ancora la battaglia di Lukas.
Doug scopre quello che ha sempre sospettato: è Seth il responsabile della fuga di notizie in merito alla fotografia di Frank con lo schiavista, ragion per cui pretende che il capo dell'ufficio stampa lasci immediatamente l'incarico, altrimenti le conseguenze per lui saranno molto serie. Claire riceve la visita di Donald Blythe: i due iniziano a conversare dei rispettivi fardelli, con la first lady che ammette di non provare niente per le condizioni del marito. Intanto, la Dunbar informa il suo staff che la loro campagna deve proseguire regolarmente, nonostante il principale rivale sia in coma in ospedale, anche perché Underwood è dato in vantaggio in altri sei Stati. Claire e Doug hanno un piano per assestarle un duro colpo: far sapere del suo incontro con Lukas, un incontro illecito anche se non voluto, seguito da una telefonata illecita di Dunbar alla Procuratrice Generale. La first lady appare commossa davanti alle telecamere per informare dell'aggravamento di Frank e ammette l'esistenza della lettera di Lukas, mettendolo però in cattiva luce e sostenendo che le parole scritte rappresentano le farneticazioni di uno squilibrato.
L'unico modo per risolvere la crisi petrolifera è stringere un accordo con i cinesi: l'unica persona in grado di farlo è Raymond Tusk. Claire manda Leann a parlare con Remy Denton, chiedendo nuovamente i suoi servigi per portare l'imprenditore alla Casa Bianca. Remy si è ritirato dagli affari ed è tornato a vivere nella sua città natale: Leann lo costringe a tornare in pista mostrandogli le immagini che lo ritraggono in compagnia di Jackie Sharp, minacciando di renderle pubbliche e incrinare la campagna per la nomination della sua amante. Remy incontra Tusk e finge di voler avviare una nuova attività, della quale lui dovrà essere il suo primo cliente: il magnate però afferma di aver perso il feeling con i cinesi e di non voler più essere coinvolto negli affari della Casa Bianca. Davanti però al rischio di essere incriminato per falsa testimonianza nell'ambito dello scandalo Walker, Tusk accetta di vedere Claire e insieme concordano una via d'uscita: stringere una collaborazione tra compagnie energetiche americane e cinesi.
Doug fa venire Seth a casa sua perché ha cambiato idea: vuole che resti con loro, ma vuole anche tutta la sua obbedienza e si impone psicologicamente soffocandolo a lungo con un bicchiere, senza ucciderlo. Doug si sta informando sulla donazione del fegato, temendo che le lungaggini procedurali possano essere fatali a Frank, e si propone come donatore: il medico però è contrario, essendo lui un ex alcolista e gli spiega che sarebbe comunque uno sforzo inutile, necessitando il presidente di un fegato intero.

## Capitolo 45
- Diretto da: Tom Shankland
- Scritto da: Laura Eason

### Trama
Claire e Tusk hanno elaborato una proposta di accordo da sottoporre alla Russia, invitata al G7 che si terrà a Brandeburgo. Il documento, a cui è favorevole la Cina, prevede una ripartizione dei costi del carburante: il 40% alla Cina, il 40% al Fondo Monetario Internazionale e il restante 20% a un consorzio di imprese statunitensi e cinesi. In cambio viene concessa alla Russia la possibilità di perforare. Claire teme che il Congresso possa respingere il piano, soprattutto perché Jackie sta convincendo i democratici a votare contro: ragion per cui la first lady chiede a Remy di spingerla verso il sì, con il risultato però di incupire i rapporti tra loro. Remy incontra Jackie e le rivela che Claire sa di loro.
Doug incontra Meredith Lee, segretario del dipartimento alla Salute, per esercitare pressioni sul trapianto di Frank. Dalla lista risulta che il presidente è salito in seconda posizione, ma davanti a lui resta un certo Anthony Moretti. Doug ordina alla Lee di lasciarlo morire, così da poter procedere immediatamente con il trapianto per Frank. Un fegato è finalmente disponibile. Claire vuole accompagnare Catherine Durant al G7, convinta che lei possa avere un ascendente migliore sul presidente russo Petrov: ne nasce una discussione che Blythe risolve appoggiando la first lady, nonostante formalmente dovrebbe essere il Segretario di Stato a rappresentare il Paese in assenza del presidente. Durante il volo verso la Germania giunge la notizia dell'intervento di trapianto a Frank: a Claire viene proposto di tornare indietro, ma la donna si rifiuta perché è più utile al G7 piuttosto che nella corsia d'ospedale.
Mentre viene sottoposto al trapianto, Frank sogna di essere ad un incontro nello Studio Ovale con Zoe Barnes e Peter Russo, rivangando il passato nella sua testa. L'intervento riesce perfettamente e Seth può annunciare in conferenza stampa il buon esito dell'operazione, riportando un virgolettato che Claire gli ha dettato al telefono dall'Air Force One. Intanto, Heather Dunbar deve comparire davanti al procuratore generale per riferire del presunto incontro con Lukas: la candidata alla nomination democratica vorrebbe essere onesta, rispettando le aspirazioni di trasparenza da sempre rivendicate, mentre Cynthia vorrebbe che nascondesse l'incontro per non compromettere la campagna. Alla fine Heather sceglie di dire la verità, ammettendo di aver incontrato senza conoscerlo Lukas per pochi minuti e di averlo liquidato come un pazzo.
Al G7 la situazione non si sblocca. Claire incontra Petrov in privato, chiedendo a Catherine di uscire per restare a tu per tu con la first lady: il presidente russo non le ha ancora perdonato lo sgarbo di Michael Corrigan e rimane sorpreso del fatto che sia a Brandeburgo e non vicina a suo marito, gettando l'ombra di possibili guai matrimoniali. Claire si dimostra risoluta nel voler giungere all'accordo, con Tusk preoccupato perché i cinesi toglieranno il loro appoggio alla risoluzione in caso di ulteriore stallo. Frank si risveglia dal coma in compagnia da Doug, ma Claire rifiuta di sentirlo al telefono perché altrimenti non riuscirebbe a chiudere con Petrov. Il presidente russo sembra irremovibile, ma Claire lo colpisce nel vivo, avvertendolo che un mancato accordo nuocerebbe prima di tutto a lui perché le condizioni di vita in Russia sono molto peggiorate, quindi corre il rischio di proteste popolari. Petrov accetta un controllo congiunto sulle zone di trivellazione 61 e 67. Catherine Durant può annunciare il raggiungimento dell'accordo, molto importante per l'economia globale.
Meredith Lee invia una mail a Doug con allegata una fotografia della famiglia Moretti, così da farlo rendere conto della tragedia che ha cagionato per salvare il presidente. La deposizione ha danneggiato pesantemente Heather Dunbar, in calo nei sondaggi: Cynthia tenta di mettersi in contatto con Seth, ma l'uomo le risponde che la loro collaborazione è finita e che vuole restare al servizio degli Underwood. Frank rientra alla Casa Bianca e, aiutato da Claire nella riabilitazione, torna a ricoprire il suo posto da presidente sostenendo di volere di nuovo lei al suo fianco, nonostante tutti i dissidi.

## Capitolo 46
- Diretto da: Tom Shankland
- Scritto da: Bill Kennedy

### Trama
Heather Dunbar si ritira dalle primarie, spianando a Frank la strada verso la nomination democratica. Ora il presidente deve preparare il futuro scontro con il governatore di New York Will Conway, ormai certo di prevalere in campo repubblicano e rivale molto temibile per via dei consensi in forte crescita. Frank deve fronteggiare una nuova minaccia internazionale: Ico, l'organizzazione del califfato islamico, che ha conquistato i pozzi petroliferi nella Valle del Giordano. Frank è indeciso se attaccare o meno: rammenta la grande fatica dei negoziati per ottenere il controllo della valle, ma colpire Ico significherebbe incrementare il tasso di radicalizzazione da parte del gruppo terroristico. Intanto, Claire è impegnata in un'altra battaglia: una stretta sulle armi da fuoco. La first lady si è impegnata nell'ottenere un maggiore controllo sulle transazioni delle armi, riprendendo direttamente l'attentato in cui è stato coinvolto Frank e che ha visto la morte di Meechum.
Tra le incombenze di Frank c'è anche quella di trovare un candidato vicepresidente per la campagna elettorale. Frank propone l'ingresso nel ticket a Donald Blythe, colpito da come ha saputo gestire la Casa Bianca nelle due settimane in cui era fuori gioco: l'intenzione di Frank è quella di puntare su una figura autorevole per ottenere i consensi degli elettori della Dunbar. Lo stato maggiore del partito non è però d'accordo, preferendo invece una personalità più giovane che possa fare breccia nell'elettorato indeciso. La partita della vicepresidenza si intreccia a quella della nomina di un nuovo giudice della Corte Suprema. Claire ha incontrato Julia Melman, rappresentante della lobby delle armi, per convincerla ad appoggiare la sua proposta di legge: nonostante entrambi gli schieramenti siano d'accordo, le viene prospettato l'ostruzionismo parlamentare e a nulla valgono le minacce di Claire di bloccare il Congresso fino a quando la legge non sarà approvata. Frank contratta un accordo con l'establishment democratico: nominare un giudice anti-armi alla Corte Suprema, così da scongiurare una futura bocciatura giudiziaria della legge, e in cambio accetterà un vicepresidente favorevole alle armi.
Will Conway intende servirsi in campagna elettorale di Pollyhop, una società che manipola i sondaggi d'opinione per assicurarsi il consenso della maggioranza degli americani. Leann è venuta a saperlo da un suo contatto all'interno dell'azienda e organizza un incontro insieme a Doug. Frank medita di affrontare Conway con un'arma ancora più potente: la richiesta di sorveglianza speciale alla Nsa, utilizzando la scusa della minaccia terroristica per spiare gli americani e sapere in che modo contrastare il rivale. Durante un comizio a New York, mentre Conway sta stringendo le mani ai simpatizzanti, un giornalista gli chiede di Pollyhop e il candidato repubblicano non risponde: tanto basta a Frank per farlo mettere in croce dalla stampa. Conway capisce che dietro alla manovra c'è il presidente, dato che il giornalista in questione non era accreditato, così telefona a Frank e lo avverte di non usare la sorveglianza speciale contro di lui perché altrimenti se ne potrebbe pentire. 
Hammerschmidt incontra Janine Skorsky per convincerla a dargli una mano nello smascherare Frank Underwood, poiché ha collaborato con Lukas e non è stata citata nella sua lettera d'addio. Janine però non può collaborare, avendo firmato la deposizione dell'FBI contro Lukas e non volendo tornare in una storia per lei dolorosa che ha causato molte vittime.
Frank autorizza l'attacco nella Valle del Giordano, anche perché il generale Brockhart ha minacciato le dimissioni. In realtà Il militare è in contatto segreto con Conway, nonostante la legge lo vieti, per esercitare pressioni sul presidente. Intanto, il governatore di New York annuncia la pubblicazione in rete di tutti i messaggi e i video suoi e della moglie Hannah, in modo da fugare tutte le ombre e mostrarsi agli elettori come una normale famiglia americana. Inoltre, Conway ammette di utilizzare Pollyhop nell'ambito di una normale partnership con il direttore e amico Benjamin Grant, ma di farlo in maniera assolutamente legale per conoscere i reali bisogni dei cittadini. Claire informa Frank che tra i video del candidato repubblicano ce n'è uno risalente alla notte di Capodanno del 2013, quella delle festa in onore del neoeletto presidente Garret Walker, in cui Frank aveva convinto il giovane governatore di New York ad aspirare alla carica di presidente perché ne aveva le capacità. Frank si precipita nella Situation Room per bloccare l'attacco nella Valle del Giordano: il presidente respinge con veemenza il nuovo tentativo di dimissioni da parte di Brockhart, intimandogli di restare al suo posto.
Frank teme molto Conway per l'immagine che si contrappone nettamente alla sua: è giovane, ha una famiglia con figli e si è arruolato in guerra dopo l'11 settembre per servire il Paese. Al contrario, Frank vive un matrimonio puramente affaristico con Claire e non è mai stato in guerra, quindi Conway può accusarlo di non essere sufficientemente patriottico. Nonostante le apparenti difficoltà, Frank e Claire si sono promessi di tornare a fare fronte comune per riprendere la battaglia che hanno iniziato insieme proprio dopo quella notte di Capodanno.

## Capitolo 47
- Diretto da: Alex Graves
- Scritto da: John Mankiewicz

### Trama
I Conway appariranno sulla copertina del prossimo numero di Vanity Fair, grazie all'amicizia di lunga data tra Hannah e la direttrice della rivista Dana Treister, e vogliono approfittare dell'occasione per attaccare Frank. Per questa ragione si incontrano con Tom Yates: lo scrittore ha ultimato il romanzo sugli Underwood e Will vorrebbe aiutare a pubblicarlo prima delle elezioni, così da far conoscere gli oscuri intrighi della coppia presidenziale. Negli ultimi dieci anni le vendite dei libri di Tom sono calate, quindi lo scrittore può risollevarsi e al tempo stesso aiutare Will a vincere la battaglia per la presidenza. Sentendosi in debito verso gli Underwood, Tom informa Doug della proposta dei Conway e chiede di avere un incontro con Frank per valutare se gli può offrire condizioni migliori.
Lo stato maggiore del Partito Democratico ha scelto il senatore Dean Austin come vicepresidente da candidare in ticket con Frank. Austin rappresenta l'Ohio, uno Stato in cui i democratici hanno vinto solo grazie al sostegno della lobby delle armi per la campagna di Austin. Frank precisa però che le due cose, vicepresidenza e legge contro le armi, vanno di pari passo e che, se proprio non vuole esporsi pubblicamente contro la lobby che ne ha favorito l'elezione, dovrà aiutare la legge dietro le quinte. Frank ha individuato il vicepresidente per lui ideale, qualora Austin non si attenga ai patti: Catherine Durant. Claire si rivede con Julia Melman, mettendola al corrente di questo piano e che non hanno intenzione di fare passi indietro. Durante la commemorazione di Edward Meechum nel college dove hanno sparato a Frank, Dean Austin annuncia il suo endorsement alla legge di Claire. Julia va su tutte le furie, rammentando al senatore i 20 milioni di dollari spesi per la sua campagna e i finanziamenti per lo studio legale della moglie, minacciando di farli andare in rovina. Inevitabilmente Austin si tira indietro e Frank può annunciare all'establishment del partito la scelta di Catherine Durant come vicepresidente, la cui nomina verrà ufficializzata ad una convention "aperta" che tuttavia sarà un evento di facciata, poiché farà proselitismo per assicurare la nomina alla Durant.
Claire incontra Tom Yates. Lo scrittore dice di non essersi bevuto la storia della sua fuga per stare vicina alla madre, avendo largamente previsto le crepe nel loro matrimonio. Claire non può permettersi che Tom passi dai Conway, così gli espone la proposta che lei e Frank hanno ideato per tenerlo con loro: assoldarlo stavolta per scrivere i loro discorsi, una copertura qualora la stampa gli chieda il perché della ripresa della loro collaborazione. I Conway hanno però in serbo una mossa alternativa: Kate Baldwin, avendo saputo della sua relazione con Tom quando entrambi seguivano il presidente Underwood. Kate viene fatta incontrare con Dana Treister, direttrice di Vanity Fair, per offrirle un'esclusiva che la farà passare dalla loro parte: il nome del candidato vicepresidente di Conway, comunicato a lei in anticipo sulla concorrenza. Si tratta del generale Brockhart, che Will ha convinto a rassegnare le dimissioni per diventare suo candidato vicepresidente: in questo modo potrà essere intervistato da Kate, dato che la legge proibisce ai militari di parlare con la stampa. Doug accusa Leann di essere la responsabile di questa grana, essendo stata lei a insistere perché Frank non attaccasse la Valle del Giordano, il che ha indotto Brockhart a dimettersi. Frank però non condivide la posizione del suo collaboratore, fidandosi del giudizio di Claire sulla ragazza: Doug però la vuole fuori e chiede a Seth di indagare su di lei per toglierla di mezzo.
Hammerschmidt è in contatto con Ted Barnes, il padre di Zoe, perché vuole saperne di più sulla relazione con Frank Underwood. L'uomo racconta che i rapporti con la figlia si erano deteriorati quando lei ha scoperto la sua relazione extraconiugale e lo ha costretto a dire la verità alla madre, facendo naufragare il loro matrimonio: da quel momento non si erano più parlati. Hammerschmidt si reca sulla strada del vecchio appartamento di Zoe per chiedere alla gente se qualcuno ha mai visto Underwood nelle vicinanze: un pizzaiolo che gestisce un locale accanto all'appartamento dice di non averlo incontrato, ma in compenso afferma di aver visto la guardia del corpo Meechum che passava da lui a bere il caffè. Hammerschmidt inizia un lungo lavoro per ricostruire gli spostamenti di Meechum e dipanare la spirale degli eventi che hanno portato Zoe nelle grinfie di Frank.

## Capitolo 48
- Diretto da: Robin Wright
- Scritto da: Frank Pugliese

### Trama
Ad Atlanta si apre la convention nazionale del Partito Democratico. Come previsto Catherine Durant è in vantaggio per la vicepresidenza, ma a sorpresa il senatore del Kentucky Sheer annuncia il proprio voto per Claire. I consensi per la first lady sono in crescita dopo che la Camera dei Rappresentanti ha approvato la sua legge contro le armi.
Conway è preoccupato per la grande visibilità di cui sta godendo Frank, mentre l'attenzione sulla sua campagna sta progressivamente scemando dopo il picco per i video familiari. Al candidato repubblicano serve qualcosa che possa farlo tornare al centro della scena: una risorsa in questo senso è rappresentata dai fanatici dell'Ico, vicini alla conquista della Siria. Conway accusa il presidente di pensare alla sua campagna elettorale anziché alla minaccia terroristica, attaccandolo per aver banalizzato le preoccupazioni avanzate dal suo vicepresidente Brockhart, che in quanto ex generale ne sa certamente più di lui. Per riparare Frank telefona in diretta al rivale, invitando a un colloquio privato per discutere dell'argomento.
Gli equilibri della nomination alla vicepresidenza democratica stanno lentamente cambiando: Claire inizia a guadagnare consensi, soprattutto dopo che il suo Stato natale del Texas le ha attribuito ben 237 delegati. La first lady si rende conto che può battere la Durant e incontra il senatore Becker, al secondo posto, per ottenere il suo appoggio e vincere la nomination: in cambio è pronta a offrirgli la carica di Segretario di Stato. Nel frattempo, Frank assicura a Catherine il suo appoggio e le promette la riconferma come Segretario di Stato nella prossima presidenza. La Durant è preoccupata per le voci di stampa che attribuiscono a Claire il merito del successo al G7 di Brandeburgo, svilendo il suo ruolo di Segretario di Stato e contribuendo ad aumentare la credibilità della first lady come candidato vicepresidente.
Durante il loro colloquio Frank e Conway fanno di tutto fuorché discutere dell'Ico. I due uomini si intrattengono con battute e scherzi reciproci, dimenticando la ragione fondamentale del loro incontro. Conway si chiude in bagno per rispondere a una telefonata: Frank tenta di origliare la conversazione, inutilmente. Quando Conway termina la chiamata, Frank gli propone di seguire insieme la votazione alla convention democratica. Convinto che tutto si risolverà per il meglio, Frank accusa invece un duro colpo: la Louisiana, Stato di Catherine Durant, mette in discussione il meccanismo di selezione e annuncia di voler votare la Durant come presidente. Conway sorride compiaciuto e saluta un Frank che, davanti alla stampa, nasconde lo sbigottimento per un evento del tutto inatteso. Il presidente sospetta che dietro alla protesta della Louisiana ci sia proprio Conway e che in precedenza stesse telefonando proprio a Catherine per farla passare dalla sua parte.
Seth decide di mettere Leann al corrente della ritorsione di Doug nei suoi confronti, dicendosi pronto a lasciare l'incarico perché non è riuscito a trovare nulla da usare contro di lei. Leann invita il collega a restare al suo posto, convinta che quella di Doug sia semplice gelosia per il fatto che lei ha accesso diretto allo Studio Ovale senza dover passare dal primo assistente di Frank. Doug è tentato di fare una donazione per la fondazione di Anthony Moretti, la persona morta affinché Frank potesse ottenere il trapianto del fegato. Claire vola in Texas assieme a Tom per un discorso molto importante: quello della sua discesa in campo, dopo ventinove anni di matrimonio con Frank, come sua vicepresidente.

## Capitolo 49
- Diretto da: Robin Wright
- Scritto da: Melissa James Gibson e Kenneth Lin

### Trama
Frank è lontano dal quorum per ottenere la nomination, mancandogli il voto dei superdelegati: il rischio è di rimettere in corsa Heather Dunbar, con il pericolo tutt'altro che remoto di un endorsement decisivo da parte di Catherine Durant. Avendo bisogno di tempo per ricomporre la frattura con il Segretario di Stato, Frank chiede alla presidente della convention Patti Whittaker di rinviare il voto fino a quando lui non sarà presente e, con la scusa dell'Ico, fa ritorno a Washington.
Claire e Tom si trasferiscono nella casa di Elizabeth, le cui condizioni di salute si sono aggravate. Alla donna restano poche settimane di vita e Claire inizia a sentire dei rimorsi per tutti gli anni in cui lei e sua madre si sono detestate, ma fortunatamente c'è Tom a tenere in allegria la signora Hale. Elizabeth esprime il desiderio di andarsene in fretta, così da non far perdere a Claire la corsa alla vicepresidenza e darle quell'approvazione che non le ha mai voluto riconoscere. Claire trova il coraggio di adempiere alle ultime volontà di sua madre grazie a Tom e, deceduta la signora Hale, i due trascorrono la notte insieme. Le frizioni tra Frank e Catherine emergono chiaramente nella Situation Room, quando c'è da stabilire il modo in cui fermare l'avanzata dell'Ico: il presidente vuole distruggere le raffinerie in Siria, ma il Segretario di Stato è contrario. Frank prende Catherine da parte per provare a risolvere la questione una volta per tutte: la Durant è irremovibile nel voler essere la sua vicepresidente, pretendendo i delegati di Claire e dicendosi disposta in caso contrario a sostenere Dunbar.
Leann attacca Doug per il dossieraggio che ha ordito contro di lei, ironizzando sul fatto che non può attaccarla su niente e che dovrebbero invece remare insieme per vincere la campagna. Doug redarguisce Seth per averle parlato, ma l'uomo lo affronta sottolineando come sia in realtà lui ad aver bisogno d'aiuto: la strategia della terra bruciata non sta funzionando, quindi è necessario collaborare con tutti per raggiungere l'obiettivo comune. Lasciato solo nella stanza d'albergo, Doug è tentato di servirsi con gli alcolici dentro il frigobar: decide invece di effettuare una donazione di 5000 $ alla fondazione di Anthony Moretti.
Will e Hannah Conway esprimono le condoglianze per la scomparsa della madre di Claire, preoccupati perché ora l'attenzione dei media sarà tutta concentrata sulla first lady. Hammerschmidt ha completato le ricerche ed è pronto a screditare pubblicamente Frank, ragione per cui si mette in contatto con la Dunbar perché è l'unica persona che può portare avanti le accuse contro il presidente. Heather si dice ammirata per il lavoro che ha condotto, ma Hammerschmidt le suggerisce di pazientare perché non è ancora arrivato il momento di agire. Alla domanda se Underwood ha un punto debole, Dunbar risponde di sì e che si tratta di Remy Denton.
Frank e Catherine hanno lo scontro decisivo nello Studio Ovale. Frank le mostra la prima pagina di un quotidiano che riporta le dichiarazioni del presidente russo Petrov, il quale ammette che è stata Claire a ottenere l'accordo nel G7 di Brandeburgo. Frank formula a Catherine per l'ultima volta la sua offerta: essere ancora suo Segretario di Stato, così da riscattare la sua immagine, oppure correre da sola e autodistruggersi. Per convincerla Frank si spinge addirittura a confessare gli omicidi di Peter Russo e Zoe Barnes, salvo poi ironizzare sulla possibilità, fingendo di minacciarla con un tagliacarte dimostrando di essere pronto a uccidere anche lei se fosse necessario. Spaventata, Catherine Durant accetta la proposta e alla convention annuncia il proprio sostegno a Claire.
La first lady tiene il discorso in cui si candida per la vicepresidenza, dopodiché la convention attribuisce la nomination a Frank e Claire Underwood per acclamazione.

## Capitolo 50
- Diretto da: Kari Skogland
- Scritto da: Tian Jun Gu

### Trama
Gli Underwood stanno battendo tutti gli Stati, nel tentativo di rispondere colpo su colpo all'agguerrito Conway. Lo stress dei molti eventi aumenta il rischio di rigetto per Frank, invitato da dottore a ridurre i viaggi in aereo. Il presidente si concentra sull'Ico, lasciando che sia Claire a farsi carico della campagna elettorale. Frank vuole colpire il gruppo terroristico in Siria, senza coinvolgere i russi, e togliere a Conway l'argomento del non interventismo della sua amministrazione. Questo tema crea attrito tra Conway e Brockhart, con il governatore che intende bloccare l'attacco all'Ico per potersene assumere poi il merito quando sarà alla Casa Bianca, mentre il generale concorda con Underwood e reputa più giusto agire subito.
Freddy informa Frank che vuole lasciare il lavoro di giardiniere alla Casa Bianca per tornare a una mansione più tranquilla. Underwood combina un pasticcio, chiedendogli di cucinare le costolette un'ultima volta, come faceva ai tempi in cui aveva il locale. Questo fa infuriare Freddy, il quale aggredisce verbalmente Frank e trova il coraggio di dirgli quello che ha sempre pensato di lui: è un arrogante che tratta tutti, compresa la moglie Claire, come schiavi al suo servizio. Hammerschmidt incontra Remy Denton, ma l'ex lobbista non si vuole esporre. Allora il reporter si mette in contatto con Freddy, chiedendogli conto del suo rapporto con Underwood. L'uomo lo aggredisce, tirandogli calci e pugni, rimarcando che vuole restare fuori da quella storia. A questo punto Hammerschmidt rivede Remy, riuscendo a fargli ammettere le nefandezze commesse da Frank. Hammerschmidt chiede a Margaret Tilden, proprietaria del Washington Herald, di avere a disposizione un team di giornalisti e la protezione della testata per scrivere un articolo sconvolgente.
Ormai tra Claire e Tom c'è una vera e propria relazione amorosa. Temendo di essere andati troppo oltre, Tom abbandona gli Underwood per non creare problemi in un momento per loro decisivo. Tom comunica la sua decisione a Frank, promettendogli comunque che non pubblicherà il libro, così da non arrecare danni a Claire. Dopo aver discusso della faccenda con la moglie, Frank capisce che Claire ha bisogno di qualcuno che le stia vicino e implora Tom di tornare a bordo. Lo scrittore e Claire possono stare ancora insieme, senza più alcuna remora, al punto che si ritrova a fare colazione con gli Underwood dopo aver passato la notte con Claire. Doug viene contattato dalla vedova Moretti per ringraziarlo della generosa donazione. Dopo qualche esitazione, Doug incontra Laura in una tavola calda.

## Capitolo 51
- Diretto da: Jakob Verbruggen
- Scritto da: Laura Eason e Bill Kennedy

### Trama
Frank, Claire, Conway e Brockhart si confrontano nel primo dibattito televisivo. Tema della discussione è l'Ico, un'emergenza secondo Conway gestita male dalla Casa Bianca, mentre Frank e Claire difendono il proprio operato e accusano i repubblicani di essersi opposti alla collaborazione con i russi. La trasmissione è interrotta da un generale che chiede la presenza degli Underwood per un'emergenza. Tre componenti della famiglia Miller sono stati rapiti da alcuni membri dell'Ico, i quali hanno diffuso un video in cui minacciano di ucciderli se non verrà liberato il loro leader Yusuf Al Ahmadi. L'uomo incappucciato non vuole negoziare con Frank, ma soltanto con il suo successore Conway. Frank propone al rivale di trasferirsi provvisoriamente alla Casa Bianca per gestire insieme l'emergenza.
Dalle indagini risulta che i sequestratori sono Joshua Masterson, uno studente avvicinatosi all'Islam radicale, e il suo amico Zachary Hawthorne. Frank lascia che sia Conway a trattare, ma il dialogo è molto incerto perché al governatore è suggerito di non fare i nomi dei sequestratori. Costoro però sono ben consapevoli di essere riconosciuti e accusano gli Stati Uniti di aver causato vittime innocenti con i loro attacchi. Conway racconta che anche lui ha dovuto uccidere dei civili in Medioriente, ma lo ha fatto perché era una causa nella quale credeva, e ancora oggi soffre gli incubi del suo passato in guerra. Il governatore ottiene il risultato sperato, inducendo i sequestratori a posticipare i termini del riscatto alle nove del giorno successivo. La telefonata viene resa pubblica ed è convinto che lo aiuterà a vincere le elezioni, vaneggiando che sarà un grande presidente, ma Frank smorza i suoi entusiasmi e lo avverte che un bravo capo di Stato agisce più dietro le quinte che in pubblico.
Claire entra in sintonia con Hannah Conway. La moglie del suo rivale dice di stimarla molto per tutte le sue battaglie, in particolare quella sulle armi, ammettendo che non le dispiacerebbe essere una donna impegnata come lei. Intanto, Doug lavora per far passare il capogruppo repubblicano George Walleck dalla loro parte, così da far mancare a Conway il sostegno di una parte importante del suo schieramento. Frank confessa a Walleck che quando era capogruppo lo ha sempre trovato un degno avversario, quindi non ha mai voluto attaccarlo in alcun modo.
Remy avverte Jackie che il cerchio intorno a loro si sta stringendo, dato che Hammerschmidt sta per scoperchiare il vaso sugli scandali legati a Underwood. Jackie dice di non avere molta paura per le conseguenze del suo coinvolgimento nell'impeachment a Walker, poiché è convinta che Frank perderà le elezioni e non vuole ritrovarsi a fare la deputata in un Congresso a maggioranza repubblicana. Hammerschmidt riesce a intervistare Garrett Walker, incontrandolo nella sua residenza. Walker resta di stucco nell'apprendere le rivelazioni del giornalista, ammettendo di essersi fatto ingannare da Frank e da Raymond Tusk. L'articolo di Hammerschmidt è pronto e Margaret Tilden propone di farlo uscire subito, colpendo il presidente nel momento in cui ha abbassato la guardia per l'Ico.

## Capitolo 52
- Diretto da: Jakob Verbruggen
- Scritto da: Beau Willimon

### Trama
Al Ahmadi viene liberato da Guantánamo e tradotto in una residenza in Virginia, dove Claire lo attende per trattare direttamente con lui. La first lady afferma di aver scoperto la sua vera identità: non è un siriano, bensì un iracheno che ricopriva una posizione importante nel Partito Ba'th abbattuto dagli Stati Uniti con la Guerra in Iraq. Claire gli offre la possibilità di riportare la sua fazione al potere, ripristinando la situazione antecedente la guerra, a condizione che tutti i Miller siano liberati. Al Ahmadi non vuole collaborare, consapevole che il suo destino è ugualmente a Guantánamo, ma sembra accettare le condizioni di Claire e di impartire ai rapitori l'ordine di rilasciare gli ostaggi.
Conway interrompe la collaborazione con Frank per tornare a casa sua. Ad attenderlo all'uscita della Casa Bianca c'è l'articolo, fresco di pubblicazione, in cui il capogruppo del suo partito Walleck lo accusa di interferire con l'intelligence, acuendo così il malcontento del generale Brockhart. Hammerschmidt contatta Seth per mostrargli l'anteprima del suo articolo e chiedere un'intervista a tu per tu con Frank. Il presidente, arrabbiato con Doug e Seth per la fuga di notizie, fa convocare immediatamente il giornalista perché la storia non deve trapelare. Hammerschmidt è risoluto nel voler pubblicare la storia, convinto che Frank ha mentito sin dall'inizio e complottato con ogni mezzo per far cadere Walker e prendere il potere. Frank sostiene che le persone con cui ha parlato hanno dei rancori verso di lui e che l'articolo ha lo scopo di alzare la tiratura dell'Herald. Underwood ammette di aver agito contro Michael Kern, soltanto per aiutare Walker a liberarsi di un peso morto, e confessa la relazione con Zoe Barnes, cui ha passato la riforma dell'istruzione perché la legge a cui stava lavorando Donald Blythe avrebbe spaccato il partito. Queste spiegazioni non bastano a rabbonire Hammerschmidt, il quale invita il presidente a preparare un comunicato in vista dell'imminente uscita dell'articolo, non avendo creduto a una sola parola di quello che ha detto.
Frank e Masterson concordano la liberazione di Caroline e Melissa Miller, ritrovate in un campo vicino al presunto luogo del sequestro, mentre James Miller resta in mano ai sequestratori. Catherine Durant dice a Frank di essere stata contattata da Hammerschmidt, pronto a intervistare tutti i pezzi grossi coinvolti nello scandalo Underwood. Intanto, Al Ahmadi appare davanti alla webcam ed esorta in arabo i suoi adepti a continuare la guerra, diffondendo il video e ordinando di uccidere Miller se verranno catturati. Le forze di sicurezza sono convinte di aver identificato con precisione la catapecchia del sequestro, ma al momento dell'irruzione la trovano vuota.
L'articolo di Hammerschmidt viene pubblicato e Conway gongola, convinto che a Frank sia stato assestato il colpo fatale, dicendo a Hannah di prepararsi a diventare la nuova first lady. La donna però inizia a essere infastidita dal comportamento del marito, disposto a tutto pur di ottenere la Casa Bianca, finanche a sacrificare la sua famiglia. Remy e Jackie sono in procinto di fuggire, con l'ormai ex whip pronta a seguirlo ovunque la vorrà portare.
Per la prima volta Frank si arrende, convinto di perdere le elezioni e che il suo impero si stia sgretolando. Claire però scova un ultimo asso nella manica: la guerra all'Ico, diffondendo la paura nell'opinione pubblica e mostrandosi disposti a tutto pur di annientare il califfato islamico. Frank e Claire assistono impassibili nella Situation Room al video dello sgozzamento di James Miller.